# Blomac

Blomac este o comună în departamentul Aude din sudul Franței. În 1 ianuarie 2022 avea o populație de 254 de locuitori.